# Museu Etnográfico da Ribeirinha
O Museu Etnográfico da Ribeirinha localiza-se na freguesia da Ribeirinha, Concelho de Angra do Heroísmo, na Ilha Terceira, nos Açores.
Constitui-se em instituição destinada à divulgação da etnografia e da música tradicional do mundo rural da Terceira, expondo em quatro módulos a vida cotidiana de uma casa rural da freguesia em termos de arquitetura, mobiliário, vestimentas, instrumentos de trabalho e costumes no século XIX e XX.
Inaugurado em 18 de Maio de 2003, está instalado no edifício-sede do Grupo Folclórico e Etnográfico da Ribeirinha "Recordar e Conhecer".
Entre os antigos instrumentos agrícolas então utilizados destacam-se exemplares de atafona, eira e alfaias diversas. Destacam-se ainda os utensílios do tear.